# Emilio Fiorentino Battistella

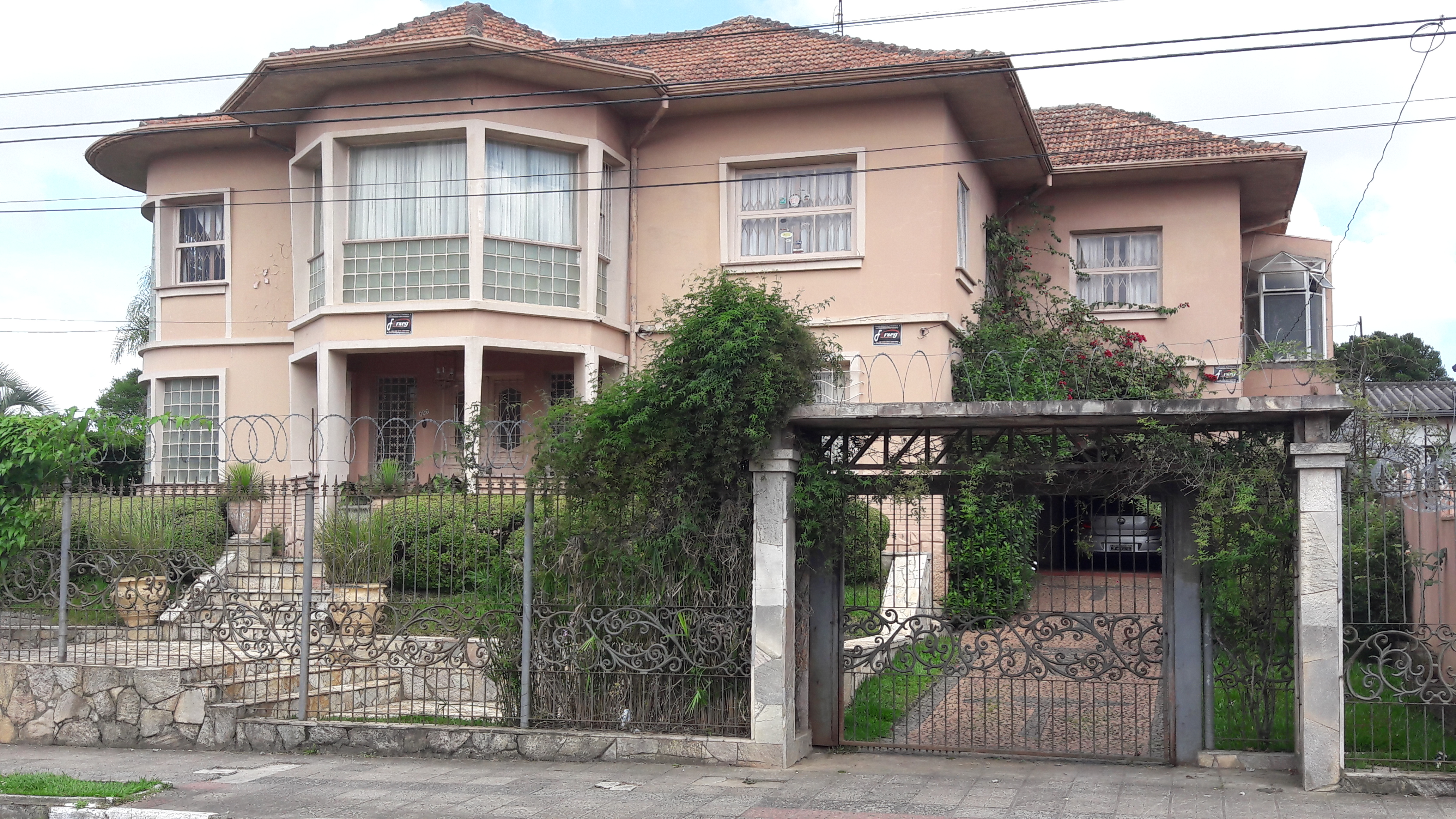
Casa de Emilio Battistella em Lages

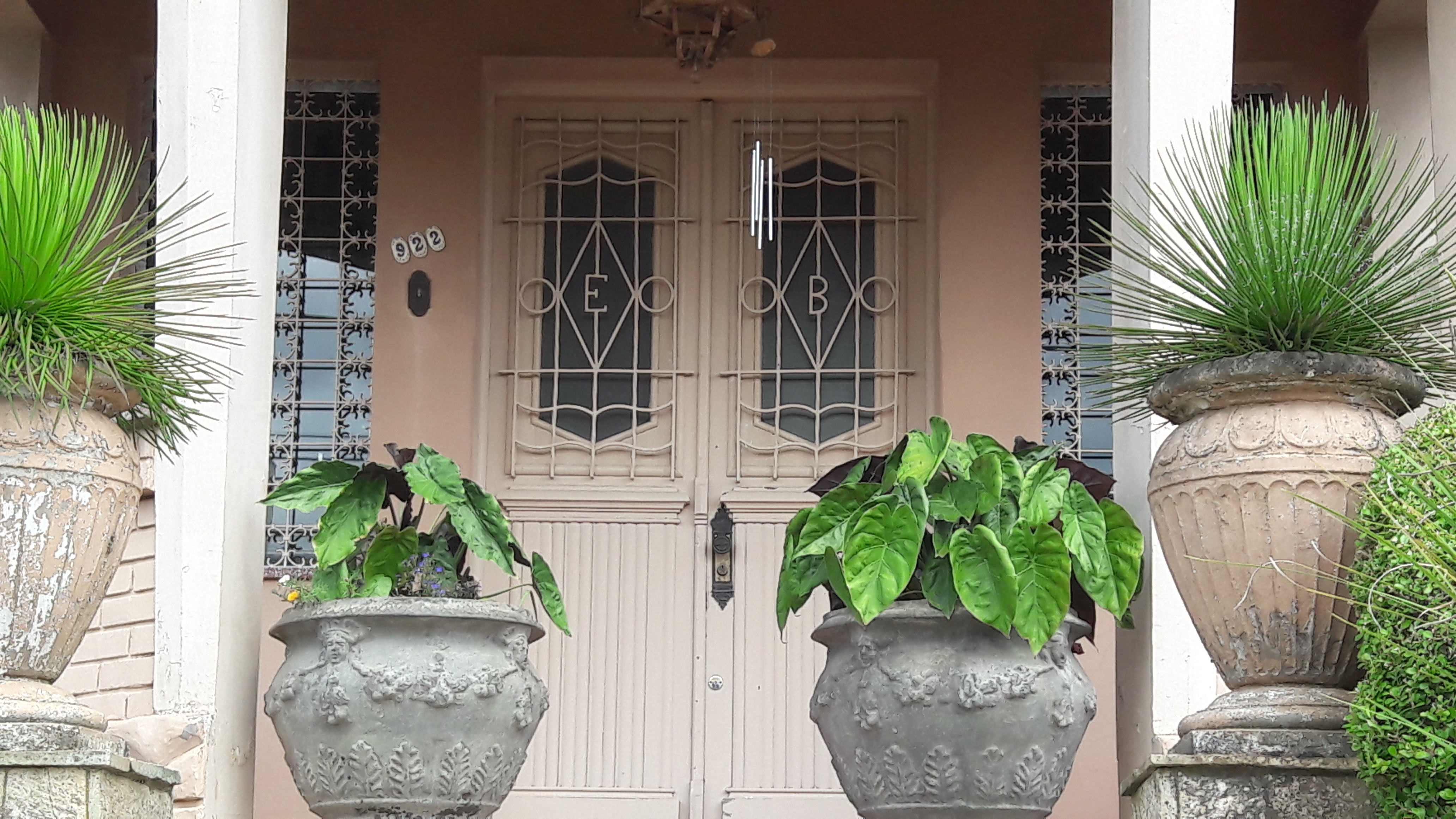
Detalhe com as iniciais E. B. na entrada de sua casa

Emilio Fiorentino Battistella (Bento Gonçalves, dezembro de 1913 — São Paulo, 30 de junho de 2007) foi um empreendedor e empresário brasileiro.
Fundou em 1949, em Lages (Santa Catarina), o Conglomerado Battistella.